# 変形
変形（へんけい、英: deformation）とは、
1. 連続体力学における物体の初期状態から最終状態への変換である[1]。本項で詳述する。
2. 単に形状が変化する、させること、本稿で限定して詳述する物を含め、生物の成長過程、応力による破壊による変形、折りたたみ椅子や変形玩具の変形、問題解決を容易にするために数式の意味合いを変えずに見た目を変えることなど。

一般に変形とは形状の変化を意味するが、連続体力学では形状の変化が生じない剛体運動を含む ( footnote 4, p. 48)。変形は外力、
物体力（重力や電磁力など）、物体内の温度変化によって生じる。
また、ひずみは物体内の物質点の相対変位による変形の尺度である。
応力とひずみの関係は、線形弾性材料におけるフックの法則のような構成式によって記述される。応力が除荷された後、完全に初期状態へ戻る変形を弾性変形と呼ぶ。一方、応力が除荷された後でも残る変形を塑性変形と呼ぶ。塑性変形は応力が降伏応力に達した後に物体内で発生し、すべりや原子レベルでの転位によって進行する。

## 変形の記述
変形は連続体が初期状態から最終状態に移動した時に、形状が変化していることを意味する。形状の変化が生じていない場合は、剛体変位が生じたと言う。連続体の変形の記述において、変形前の状態を基準配置、変形後の状態を現在配置と呼ぶ。ここで配置とは、物体の全ての物質点の位置から構成される集合である。
現在配置での物質点の位置x が基準配置での物質点の位置X の関数であるとみなし、これを微分した
{\displaystyle F\equiv {\frac {\partial {\boldsymbol {x}}}{\partial {\boldsymbol {X}}}}}
は変形勾配テンソルと呼ばれる。

### アフィン変形
アフィン変換によって記述できる変形をアフィン変形と呼ぶ。この変換は線形変換（回転、せん断、引張、圧縮など）と剛体変換（平行移動）によって構成される。
アフィン変形は以下のように記述される。
{\displaystyle {\boldsymbol {x}}({\boldsymbol {X}},t)=F(t){\boldsymbol {X}}+{\boldsymbol {c}}(t)}
ここで、t は時間に該当するパラメーター、c は平行移動である。行列形式は以下の通りである。
{\displaystyle {\begin{bmatrix}x_{1}(X_{1},X_{2},X_{3},t)\\x_{2}(X_{1},X_{2},X_{3},t)\\x_{3}(X_{1},X_{2},X_{3},t)\end{bmatrix}}={\begin{bmatrix}F_{11}(t)&F_{12}(t)&F_{13}(t)\\F_{21}(t)&F_{22}(t)&F_{23}(t)\\F_{31}(t)&F_{32}(t)&F_{33}(t)\end{bmatrix}}{\begin{bmatrix}X_{1}\\X_{2}\\X_{3}\end{bmatrix}}+{\begin{bmatrix}c_{1}(t)\\c_{2}(t)\\c_{3}(t)\end{bmatrix}}}
F = F (X , t ) や c = c (X , t ) の場合、上記の変形は非アフィン変形となる。

### 剛体運動
剛体運動は、せん断、引張、圧縮を伴わない、特殊なアフィン変形である。剛体運動は以下のように記述される。
{\displaystyle {\boldsymbol {x}}({\boldsymbol {X}},t)=Q(t){\boldsymbol {X}}+{\boldsymbol {c}}(t)}
ここでQ は直交行列であり、以下の式が成り立つ。1 は単位行列である。
{\displaystyle QQ^{\mathrm {T} }=Q^{\mathrm {T} }Q={\boldsymbol {\mathit {1}}}}
行列形式は以下の通りである。
{\displaystyle {\begin{bmatrix}x_{1}(X_{1},X_{2},X_{3},t)\\x_{2}(X_{1},X_{2},X_{3},t)\\x_{3}(X_{1},X_{2},X_{3},t)\end{bmatrix}}={\begin{bmatrix}Q_{11}(t)&Q_{12}(t)&Q_{13}(t)\\Q_{21}(t)&Q_{22}(t)&Q_{23}(t)\\Q_{31}(t)&Q_{32}(t)&Q_{33}(t)\end{bmatrix}}{\begin{bmatrix}X_{1}\\X_{2}\\X_{3}\end{bmatrix}}+{\begin{bmatrix}c_{1}(t)\\c_{2}(t)\\c_{3}(t)\end{bmatrix}}}

## 変形の例

### 平面変形
平面変形、または平面ひずみは、基準配置において単一平面に限定された変形の一つである。変形が単位ベクトル e1 、e2 によって描写される平面に限定される場合、変形勾配は以下の式で記述される。
{\displaystyle F={\cfrac {\partial {\boldsymbol {x}}}{\partial {\boldsymbol {X}}}}=F_{11}{\boldsymbol {e}}_{1}\otimes {\boldsymbol {e}}_{1}+F_{12}{\boldsymbol {e}}_{1}\otimes {\boldsymbol {e}}_{2}+F_{21}{\boldsymbol {e}}_{2}\otimes {\boldsymbol {e}}_{1}+F_{22}{\boldsymbol {e}}_{2}\otimes {\boldsymbol {e}}_{2}+{\boldsymbol {e}}_{3}\otimes {\boldsymbol {e}}_{3}}
行列形式は以下の通りである。
{\displaystyle F={\begin{bmatrix}F_{11}&F_{12}&0\\F_{21}&F_{22}&0\\0&0&1\end{bmatrix}}}
変形勾配は極分解により、引き延ばしを表す部分 U と回転を表す部分 R に分解することができる。全ての変形が平面内であるため、以下のように記述できる。
{\displaystyle F=RU={\begin{bmatrix}\cos \theta &\sin \theta &0\\-\sin \theta &\cos \theta &0\\0&0&1\end{bmatrix}}{\begin{bmatrix}\lambda _{1}&0&0\\0&\lambda _{2}&0\\0&0&1\end{bmatrix}}}
ここで、θは回転角度、λ1 、λ2 はストレッチである。

#### 等積平面変形
変形が等積的（体積保存）の場合、 det F = 1 となり、以下の式を得る。
{\displaystyle \ F_{11}F_{22}-F_{12}F_{21}=1}
または、
{\displaystyle \ \lambda _{1}\lambda _{2}=1}

#### 単純せん断
単純せん断変形において、e1 が基準方向に固定されている場合、 λ1 = 1 、F e1 = e1 となる。したがって、
{\displaystyle F_{11}{\boldsymbol {e}}_{1}+F_{21}{\boldsymbol {e}}_{2}={\boldsymbol {e}}_{1}\quad \implies \quad F_{11}=1~;~~F_{21}=0}
変形が等積的であるため、
{\displaystyle F_{11}F_{22}-F_{12}F_{21}=1\quad \implies \quad F_{22}=1}
ここで {\displaystyle \gamma :=F_{12}\,} と定義すると、単純せん断における変形勾配は、以下のように記述することができる。
{\displaystyle F={\begin{bmatrix}1&\gamma &0\\0&1&0\\0&0&1\end{bmatrix}}}
または、
{\displaystyle F{\boldsymbol {e}}_{2}=F_{12}{\boldsymbol {e}}_{1}+F_{22}{\boldsymbol {e}}_{2}=\gamma {\boldsymbol {e}}_{1}+{\boldsymbol {e}}_{2}\quad \implies \quad F({\boldsymbol {e}}_{2}\otimes {\boldsymbol {e}}_{2})=\gamma {\boldsymbol {e}}_{1}\otimes {\boldsymbol {e}}_{2}+{\boldsymbol {e}}_{2}\otimes {\boldsymbol {e}}_{2}}
{\displaystyle {\boldsymbol {e}}_{i}\otimes {\boldsymbol {e}}_{i}={\boldsymbol {\mathit {1}}}} であるため、変形勾配を以下のように記述することもできる。
{\displaystyle F={\boldsymbol {\mathit {1}}}+\gamma {\boldsymbol {e}}_{1}\otimes {\boldsymbol {e}}_{2}}